# Пешково (Пермский край)
Пешково — деревня в Пермском крае России. Входит в Березниковский городской округ в рамках организации местного самоуправления и в Усольский район в рамках административно-территориального устройства края.

## География
Деревня расположена в левобережной части района (округа), стоит на левом берегу Кондасского залива Камского водохранилища в 9 километрах на юго-запад по прямой от города Усолье.
Климат
Климат умеренно континентальный с суровой продолжительной зимой и тёплым коротким летом. Самый холодный месяц — январь со среднемесячной температурой (−15,7 °C), самый тёплый — июль со среднемесячной температурой (+17,4 °C). Продолжительность безморозного периода в среднем составляет 114 дней. Общее число дней с положительной температурой 190. Последний весенний заморозок в среднем наблюдается в конце мая, а первый осенний — в конце второй декады сентября. Среднегодовая температура воздуха по данным города Березники 0,9 °C.

## История
С 2004 до 2018 года деревня входила в Орлинское сельское поселение Усольского муниципального района, с 2018 года входит в Орлинский территориальный отдел Березниковского городского округа.

## Население
| 2010 |
| ---- |
| 40   |

Постоянное население 29 человек в 2002 году (97 % русские), 40 человек в 2010.